# فورت کارسون
فورت کارسون (به انگلیسی: Fort Carson) یک حوزه سرشماری در ایالات متحده آمریکا است که در کلرادو واقع شده‌است.